# Tamara Andrés
Tamara Andrés   (Poio, 8 d'agost de 1992) Tamara Andrés Padín, és una escriptora i traductora gallega.

## Biografia
Llicenciada en Traducció i Interpretació per la Universitat de Vigo i màster en Estudis Teòrics i Comparats de Literatura i Cultura per la Universitat de Santiago de Compostel·la. Després d'estudiar un màster en Magisteri, en l'especialitat de llengües estrangeres, es va dedicar a l'ensenyament de les llengües.
L'any 2015 publica Amentalista, un homenatge particular al pintor René Magritte, pintor que centra les seves investigacions i articles. Aquest mateix any guanya el Concurs de poesia O Facho amb Nenæspiraes, poemari publicat per Medulia. A finals del 2017 publica Corpo de Antiochia a la col·lecció Dombate de l'Editorial Galaxia, un poemari autotraduït al castellà i finalista del Premi Nacional de Poesia Jove Miguel Hernández 2018.
Va començar la seva tesi sobre poesia i traducció dins del programa de doctorat en Traducció i Paratraducció de la Universitat de Vigo. Va dirigir i col·laborar en diferents projectes literaris, audiovisuals i escènics. El 2018 va començar a dirigir la revista Ligeia amb Marcus Daniel Cabada.

## Obres[4]
- Amentalista (2015). Diversidad literaria SL. ISBN 978-8494356230. Unha particular homenaxe a René Magritte (en castellà).[5]
- Nenæspiraes (2016). Medulia. ISBN 978-8494378317.[6]
- Corpo de Antiochia (2017). Galaxia. ISBN 978-84-9151-076-5.[7][8] Limiar de Héctor Acebo.
- Irmá paxaro (2019). Cuarto de inverno. Il·lustracions de Maria Montes. ISBN 978-84-09-15875-1.[9]
- Bosque vermello (2019). ISBN 978-84-120184-5-5.
- Distancias (2020). Amb Marcos Viso. Galaxia. ISBN 978-84-9151-441-1.[10]